# Хижняк Любов Павлівна
Любов Павлівна Хижняк (нар. 24 липня 1943, село Третя Миколаївка, тепер село Левадівка Миколаївського району Одеської області) — українська радянська діячка, пресувальниця Одеського цукрорафінадного заводу. Депутат Верховної Ради УРСР 8—11-го скликань.

## Біографія
Народилася в селянській родині. Закінчила середню школу.
У 1961—1963 роках — робітниця Одеського зелентресту (ремонтно-будівельного управління).
З 1963 року — пресувальниця Одеського цукрорафінадного заводу імені XXVI з'їзду КПРС. Перевиконувала виробничі завдання, їй було присвоєно звання ударника комуністичної праці. Без відриву від виробництва здобула середню спеціальну освіту.
Потім — на пенсії в місті Одесі.

## Нагороди
- орден Трудового Червоного Прапора
- медалі